# Nína Dögg Filippusdóttir

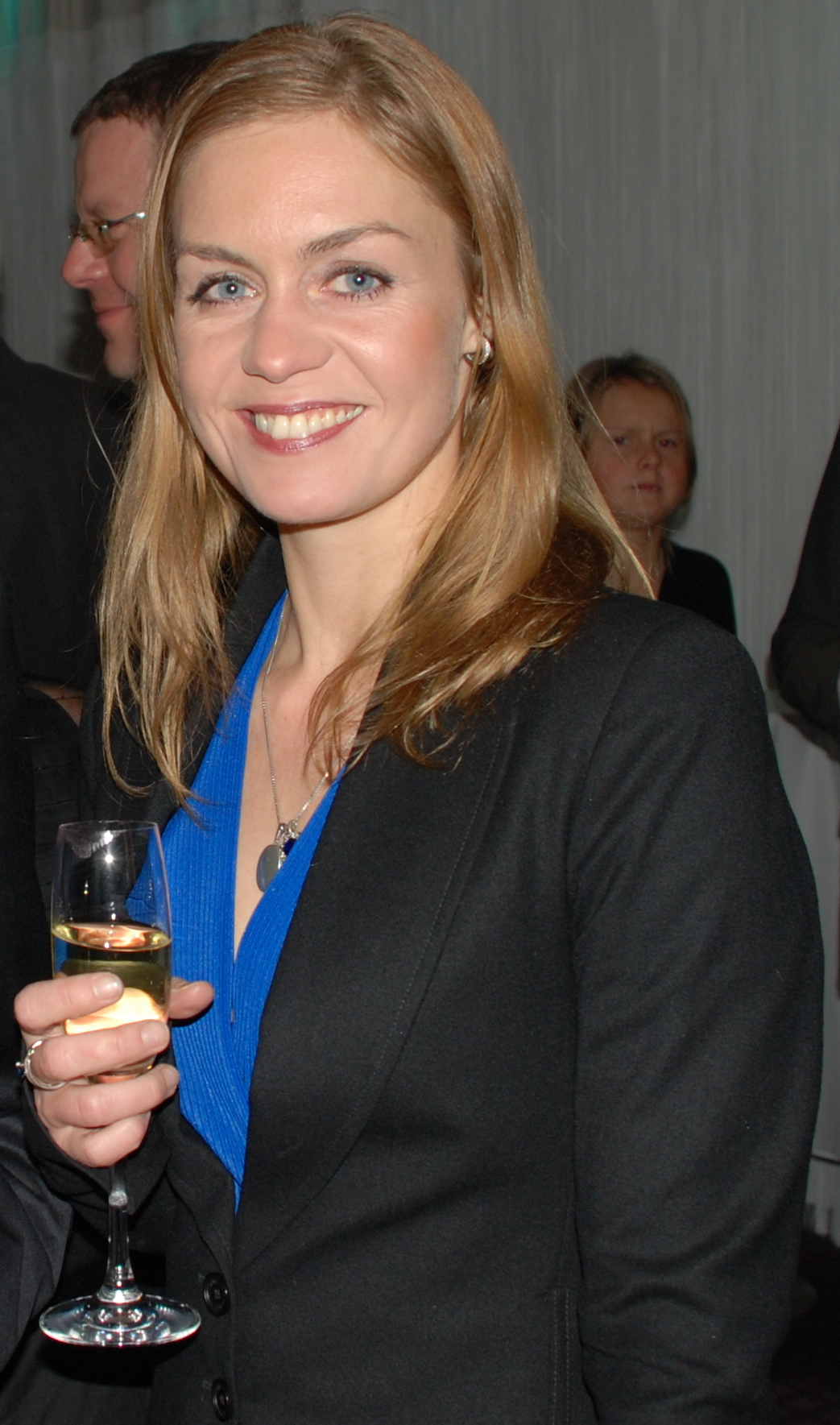
Nína Dögg Filippusdóttir im Jahr 2007 bei der Verleihung des isländischen Film- und Fernsehpreises Edda

Nína Dögg Filippusdóttir (* 25. Februar 1974 in Reykjavík) ist eine isländische Schauspielerin.

## Karriere
Nina Dögg Filippusdóttir studierte Schauspiel an der Kunstakademie Islands und schloss ihr Studium im Jahr 2001 ab. Nach dem Studium war sie sowohl als Film- als auch als Theaterschauspielerin aktiv. Sie hatte zum Beispiel ein Engagement im Nationaltheater Islands, wo sie in den Theaterstücken Rambó 7 und Átta konum zu sehen war. Einen ihrer ersten Auftritte in einem Kinofilm hatte sie im isländischen Film Die kalte See, welcher mehrfach ausgezeichnet wurde und als erfolgreichster Film des Landes gilt.
Seit 2015 ist sie in der isländischen Fernsehserie Trapped – Gefangen in Island zu sehen, wo sie die Rolle Agnes darstellt. Seit 2019 gehört sie zum Cast der isländischen Fernsehserie The Valhalla Murders. In der bereits vor der TV-Premiere beim Filmfestival Series Mania ausgezeichneten Fernsehserie Blackport wirkt Nina Dögg Filippusdóttir ebenfalls als Schauspielerin mit.

## Privates
Nína Dögg Filippusdóttir ist mit dem isländischen Schauspieler und Produzenten Gísli Örn Garðarsson verheiratet und das Paar hat eine Tochter und einen Sohn.

## Filmografie (Auswahl)
- 2015–2019: Trapped – Gefangen in Island (Ófærð) (Fernsehserie)
- 2016: Case (Fernsehserie)
- 2016: Herzstein (Hjartasteinn)
- 2016: Grafir & Bein
- 2017: Fangar (Fernseh-Sechsteiler)
- 2018: Steypustöðin (Fernsehserie)
- 2019–2020: The Valhalla Murders (Brot) (Fernsehserie)
- 2021–2022: Blackport (Verbúðin) (Fernseh-Achtteiler)
- 2023: Afturelding (Fernsehserie)
- 2023 Exit (Fernsehserie)
- 2023: Villibráð